# Gran Premio de San Marino de Motociclismo de 2022
El Gran Premio de San Marino de Motociclismo de 2022 (oficialmente: Gran Premio Gryfyn di San Marino e della Riviera di Rimini) fue la decimocuarta prueba del Campeonato del Mundo de Motociclismo de 2022. Tuvo lugar en el fin de semana del 2 al 4 de septiembre en el Misano World Circuit Marco Simoncelli, situado en la comuna de Misano Adriatico, región de Emilia-Romaña, Italia.
La carrera de MotoGP fue ganada por Francesco Bagnaia, seguido de Enea Bastianini y Maverick Viñales. Alonso López fue el ganador de la prueba de Moto2, por delante de Arón Canet y Augusto Fernández. La carrera de Moto3 fue ganada por Dennis Foggia, Jaume Masiá fue segundo y Izan Guevara tercero.
Esta prueba fue la sexta y última ronda doble de la temporada 2022 de la Copa Mundial de MotoE. La primera carrera de MotoE fue ganada por Mattia Casadei, Dominique Aegerter fue segundo y Matteo Ferrari tercero. La segunda carrera fue ganada por Matteo Ferrari, seguido de Mattia Casadei y Eric Granado. Con el segundo puesto conseguido en la primera carrera sumado a que su rival directo por el título Eric Granado, se cayó pero pudo reanudar la carrera terminado en la 17.ª posición, permitierón a Dominique Aegerter consagrarse como el nuevo campeón de la Copa Mundial de MotoE a falta de una carrera para terminar el campeonato.

## Resultados

### Resultados MotoGP
| Pos.    | N.º | Piloto                | Equipo                       | Constructor | Vueltas | Tiempo    | Parrilla | Puntos |
| ------- | --- | --------------------- | ---------------------------- | ----------- | ------- | --------- | -------- | ------ |
| 1       | 63  | Francesco Bagnaia     | Ducati Lenovo Team           | Ducati      | 27      | 41:43.199 | 5        | 25     |
| 2       | 23  | Enea Bastianini       | Gresini Racing MotoGP        | Ducati      | 27      | +0.034    | 2        | 20     |
| 3       | 12  | Maverick Viñales      | Aprilia Racing               | Aprilia     | 27      | +4.212    | 4        | 16     |
| 4       | 10  | Luca Marini           | Mooney VR46 Racing Team      | Ducati      | 27      | +5.283    | 7        | 13     |
| 5       | 20  | Fabio Quartararo      | Monster Energy Yamaha MotoGP | Yamaha      | 27      | +5.771    | 8        | 11     |
| 6       | 41  | Aleix Espargaró       | Aprilia Racing               | Aprilia     | 27      | +10.230   | 9        | 10     |
| 7       | 42  | Álex Rins             | Equipo Suzuki Ecstar         | Suzuki      | 27      | +12.496   | 12       | 9      |
| 8       | 33  | Brad Binder           | Red Bull KTM Factory Racing  | KTM         | 27      | +14.661   | 15       | 8      |
| 9       | 89  | Jorge Martín          | Prima Pramac Racing          | Ducati      | 27      | +17.732   | 13       | 7      |
| 10      | 73  | Álex Márquez          | LCR Honda Castrol            | Honda       | 27      | +21.986   | 16       | 6      |
| 11      | 88  | Miguel Oliveira       | Red Bull KTM Factory Racing  | KTM         | 27      | +23.685   | 10       | 5      |
| 12      | 04  | Andrea Dovizioso      | WithU Yamaha RNF MotoGP Team | Yamaha      | 27      | +29.276   | 18       | 4      |
| 13      | 25  | Raúl Fernández        | Tech 3 KTM Factory Racing    | KTM         | 27      | +30.433   | 25       | 3      |
| 14      | 6   | Stefan Bradl          | Repsol Honda Team            | Honda       | 27      | +31.768   | 20       | 2      |
| 15      | 30  | Takaaki Nakagami      | LCR Honda Idemitsu           | Honda       | 27      | +32.547   | 22       | 1      |
| 16      | 40  | Darryn Binder         | WithU Yamaha RNF MotoGP Team | Yamaha      | 27      | +41.857   | 21       |        |
| 17      | 72  | Marco Bezzecchi       | Mooney VR46 Racing Team      | Ducati      | 27      | +50.559   | 3        |        |
| 18      | 43  | Jack Miller           | Ducati Lenovo Team           | Ducati      | 27      | +53.371   | 1        |        |
| 19      | 87  | Remy Gardner          | Tech 3 KTM Factory Racing    | KTM         | 27      | +56.613   | 24       |        |
| 20      | 49  | Fabio Di Giannantonio | Gresini Racing MotoGP        | Ducati      | 27      | +57.304   | 14       |        |
| 21      | 92  | Kazuki Watanabe       | Equipo Suzuki Ecstar         | Suzuki      | 26      | +1 vuelta | 23       |        |
| Ret     | 21  | Franco Morbidelli     | Monster Energy Yamaha MotoGP | Yamaha      | 2       | Caída     | 11       |        |
| Ret     | 5   | Johann Zarco          | Prima Pramac Racing          | Ducati      | 0       | Choque    | 6        |        |
| Ret     | 51  | Michele Pirro         | Aruba.it Racing              | Ducati      | 0       | Choque    | 17       |        |
| Ret     | 44  | Pol Espargaró         | Repsol Honda Team            | Honda       | 0       | Choque    | 19       |        |
| Fuente: |     |                       |                              |             |         |           |          |        |

### Resultados Moto2
| Pos.    | N.º | Piloto                  | Constructor | Vueltas | Tiempo              | Parrilla | Puntos |
| ------- | --- | ----------------------- | ----------- | ------- | ------------------- | -------- | ------ |
| 1       | 21  | Alonso López            | Boscoscuro  | 25      | 40:35.332           | 3        | 25     |
| 2       | 40  | Arón Canet              | Kalex       | 25      | +1.253              | 4        | 20     |
| 3       | 37  | Augusto Fernández       | Kalex       | 25      | +3.305              | 9        | 16     |
| 4       | 75  | Albert Arenas           | Kalex       | 25      | +4.615              | 2        | 13     |
| 5       | 79  | Ai Ogura                | Kalex       | 25      | +9.166              | 8        | 11     |
| 6       | 51  | Pedro Acosta            | Kalex       | 25      | +10.339             | 13       | 10     |
| 7       | 14  | Tony Arbolino           | Kalex       | 25      | +10.434             | 5        | 9      |
| 8       | 35  | Somkiat Chantra         | Kalex       | 25      | +12.377             | 11       | 8      |
| 9       | 16  | Joe Roberts             | Kalex       | 25      | +18.242             | 15       | 7      |
| 10      | 52  | Jeremy Alcoba           | Kalex       | 25      | +19.560             | 21       | 6      |
| 11      | 23  | Marcel Schrötter        | Kalex       | 25      | +27.896             | 12       | 5      |
| 12      | 64  | Bo Bendsneyder          | Kalex       | 25      | +28.452             | 14       | 4      |
| 13      | 7   | Barry Baltus            | Kalex       | 25      | +30.991             | 20       | 3      |
| 14      | 6   | Cameron Beaubier        | Kalex       | 25      | +38.371             | 24       | 2      |
| 15      | 61  | Alessandro Zaccone      | Kalex       | 25      | +41.690             | 22       | 1      |
| 16      | 42  | Marcos Ramírez          | MV Agusta   | 25      | +42.209             | 27       |        |
| 17      | 29  | Taiga Hada              | Kalex       | 25      | +1:09.174           | 28       |        |
| Ret     | 4   | Sean Dylan Kelly        | Kalex       | 18      | Caída               | 29       |        |
| Ret     | 13  | Celestino Vietti        | Kalex       | 14      | Retirado            | 1        |        |
| Ret     | 11  | Mattia Pasini           | Kalex       | 12      | Caída               | 10       |        |
| Ret     | 28  | Niccolò Antonelli       | Kalex       | 11      | Caída               | 23       |        |
| Ret     | 24  | Simone Corsi            | MV Agusta   | 9       | Problemas mecánicos | 30       |        |
| Ret     | 84  | Zonta van den Goorbergh | Kalex       | 9       | Retirado            | 26       |        |
| Ret     | 54  | Fermín Aldeguer         | Boscoscuro  | 9       | Retirado            | 7        |        |
| Ret     | 19  | Lorenzo Dalla Porta     | Kalex       | 6       | Caída               | 6        |        |
| Ret     | 8   | Senna Agius             | Kalex       | 5       | Retirado            | 25       |        |
| Ret     | 9   | Jorge Navarro           | Kalex       | 4       | Caída               | 16       |        |
| Ret     | 12  | Filip Salač             | Kalex       | 4       | Caída               | 17       |        |
| Ret     | 96  | Jake Dixon              | Kalex       | 0       | Caída               | 18       |        |
| Ret     | 18  | Manuel González         | Kalex       | 0       | Caída               | 19       |        |
| Ret     | 81  | Keminth Kubo            | Kalex       | 0       | Caída               | 31       |        |
| Fuente: |     |                         |             |         |                     |          |        |

### Resultados Moto3
| Pos.    | N.º | Piloto               | Constructor | Vueltas | Tiempo        | Parrilla | Puntos |
| ------- | --- | -------------------- | ----------- | ------- | ------------- | -------- | ------ |
| 1       | 7   | Dennis Foggia        | Honda       | 23      | 39:21.864     | 7        | 25     |
| 2       | 5   | Jaume Masiá          | KTM         | 23      | +0.289        | 11       | 20     |
| 3       | 28  | Izan Guevara         | Gas Gas     | 23      | +0.334        | 5        | 16     |
| 4       | 53  | Deniz Öncü           | KTM         | 23      | +0.453        | 1        | 13     |
| 5       | 96  | Daniel Holgado       | KTM         | 23      | +4.955        | 2        | 11     |
| 6       | 24  | Tatsuki Suzuki       | Honda       | 23      | +5.926        | 16       | 10     |
| 7       | 10  | Diogo Moreira        | KTM         | 23      | +11.002       | 3        | 9      |
| 8       | 48  | Ivan Ortolá          | KTM         | 23      | +11.188       | 26       | 8      |
| 9       | 17  | John McPhee          | Husqvarna   | 23      | +11.383       | 8        | 7      |
| 10      | 82  | Stefano Nepa         | KTM         | 23      | +11.494       | 12       | 6      |
| 11      | 54  | Riccardo Rossi       | Honda       | 23      | +11.560       | 14       | 5      |
| 12      | 44  | David Muñoz          | KTM         | 23      | +11.633       | 15       | 4      |
| 13      | 6   | Ryusei Yamanaka      | KTM         | 23      | +11.885       | 15       | 3      |
| 14      | 66  | Joel Kelso           | KTM         | 23      | +16.963       | 30       | 2      |
| 15      | 23  | Elia Bartolini       | KTM         | 23      | +19.888       | 21       | 1      |
| 16      | 31  | Adrián Fernández     | KTM         | 23      | +20.528       | 10       |        |
| 17      | 67  | Alberto Surra        | Honda       | 23      | +20.728       | 19       |        |
| 18      | 20  | Lorenzo Fellon       | Honda       | 23      | +20.805       | 18       |        |
| 19      | 27  | Kaito Toba           | KTM         | 23      | +23.619       | 24       |        |
| 20      | 43  | Xavier Artigas       | CFMoto      | 23      | +25.556       | 25       |        |
| 21      | 72  | Taiyo Furusato       | Honda       | 23      | +35.326       | 27       |        |
| 22      | 22  | Ana Carrasco         | KTM         | 23      | +49.990       | 31       |        |
| 23      | 29  | Harrison Voight      | KTM         | 23      | +52.184       | 28       |        |
| 24      | 70  | Joshua Whatley       | Honda       | 23      | +56.428       | 29       |        |
| 25      | 19  | Scott Ogden          | Honda       | 22      | +1 vuelta     | 22       |        |
| Ret     | 99  | Carlos Tatay         | CFMoto      | 21      | Caída         | 6        |        |
| Ret     | 64  | Mario Aji            | Honda       | 4       | Caída         | 23       |        |
| Ret     | 16  | Andrea Migno         | Honda       | 2       | Caída         | 9        |        |
| Ret     | 71  | Ayumu Sasaki         | Husqvarna   | 0       | Choque        | 17       |        |
| Ret     | 9   | Nicola Fabio Carraro | KTM         | 0       | Choque        | 20       |        |
| DSQ     | 11  | Sergio García        | Gas Gas     | 14      | Bandera negra | 13       |        |
| Fuente: |     |                      |             |         |               |          |        |

### Resultados MotoE
Carrera 1
| Pos.    | N.º | Piloto             | Constructor | Vueltas | Tiempo    | Parrilla | Puntos |
| ------- | --- | ------------------ | ----------- | ------- | --------- | -------- | ------ |
| 1       | 27  | Mattia Casadei     | Energica    | 8       | 13:52.413 | 2        | 25     |
| 2       | 77  | Dominique Aegerter | Energica    | 8       | +0.134    | 1        | 20     |
| 3       | 11  | Matteo Ferrari     | Energica    | 8       | +0.188    | 5        | 16     |
| 4       | 40  | Jordi Torres       | Energica    | 8       | +0.288    | 3        | 13     |
| 5       | 17  | Alex Escrig        | Energica    | 8       | +5.086    | 8        | 11     |
| 6       | 7   | Niccolò Canepa     | Energica    | 8       | +5.196    | 7        | 10     |
| 7       | 78  | Hikari Okubo       | Energica    | 8       | +5.534    | 11       | 9      |
| 8       | 34  | Kevin Manfredi     | Energica    | 8       | +6.904    | 12       | 8      |
| 9       | 10  | Xavier Cardelús    | Energica    | 8       | +6.992    | 9        | 7      |
| 10      | 4   | Héctor Garzó       | Energica    | 8       | +7.158    | 13       | 6      |
| 11      | 21  | Kevin Zannoni      | Energica    | 8       | +11.016   | 10       | 5      |
| 12      | 38  | Bradley Smith      | Energica    | 8       | +12.139   | 16       | 4      |
| 13      | 70  | Marc Alcoba        | Energica    | 8       | +12.527   | 18       | 3      |
| 14      | 6   | María Herrera      | Energica    | 8       | +12.563   | 15       | 2      |
| 15      | 12  | Xavi Forés         | Energica    | 8       | +18.666   | 14       | 1      |
| 16      | 72  | Alessio Finello    | Energica    | 8       | +22.819   | 17       |        |
| 17      | 51  | Eric Granado       | Energica    | 8       | +39.798   | 4        |        |
| Ret     | 71  | Miquel Pons        | Energica    | 0       | Caída     | 6        |        |
| 1.      |     |                    |             |         |           |          |        |
| Fuente: |     |                    |             |         |           |          |        |

Carrera 2
| Pos.    | N.º | Piloto             | Constructor | Vueltas | Tiempo    | Parrilla | Puntos |
| ------- | --- | ------------------ | ----------- | ------- | --------- | -------- | ------ |
| 1       | 11  | Matteo Ferrari     | Energica    | 8       | 13:52.553 | 5        | 25     |
| 2       | 27  | Mattia Casadei     | Energica    | 8       | +0.195    | 2        | 20     |
| 3       | 51  | Eric Granado       | Energica    | 8       | +0.673    | 4        | 16     |
| 4       | 77  | Dominique Aegerter | Energica    | 8       | +1.092    | 1        | 13     |
| 5       | 40  | Jordi Torres       | Energica    | 8       | +1.304    | 3        | 11     |
| 6       | 7   | Niccolò Canepa     | Energica    | 8       | +2.876    | 7        | 10     |
| 7       | 71  | Miquel Pons        | Energica    | 8       | +4.249    | 6        | 9      |
| 8       | 17  | Alex Escrig        | Energica    | 8       | +5.762    | 8        | 8      |
| 9       | 78  | Hikari Okubo       | Energica    | 8       | +6.434    | 11       | 7      |
| 10      | 21  | Kevin Zannoni      | Energica    | 8       | +6.920    | 10       | 6      |
| 11      | 34  | Kevin Manfredi     | Energica    | 8       | +7.465    | 12       | 5      |
| 12      | 10  | Xavier Cardelús    | Energica    | 8       | +7.526    | 9        | 4      |
| 13      | 70  | Marc Alcoba        | Energica    | 8       | +8.576    | 18       | 3      |
| 14      | 4   | Héctor Garzó       | Energica    | 8       | +9.344    | 13       | 2      |
| 15      | 12  | Xavi Forés         | Energica    | 8       | +14.494   | 14       | 1      |
| 16      | 38  | Bradley Smith      | Energica    | 8       | +14.660   | 16       |        |
| 17      | 72  | Alessio Finello    | Energica    | 8       | +24.482   | 17       |        |
| Ret     | 6   | María Herrera      | Energica    | 5       | Caída     | 15       |        |
| 1.      |     |                    |             |         |           |          |        |
| Fuente: |     |                    |             |         |           |          |        |